# Leonie Bats
Leonie Bats (Groningen, 10 december 2001) is een langebaanschaatsster uit Nederland.
In december 2020 debuteerde ze bij de senioren op het WK kwalificatietoernooi. In oktober 2021 reed ze de 1500 meter op de NK afstanden.

## Records

### Persoonlijke records[4]
| Afstand    | Tijd    | Datum             | Baan       |
| ---------- | ------- | ----------------- | ---------- |
| 500 meter  | 39,60   | 7 februari 2021   | Heerenveen |
| 1000 meter | 1.18,22 | 28 december 2020  | Heerenveen |
| 1500 meter | 1.59,31 | 7 februari 2021   | Heerenveen |
| 3000 meter | 4.16,83 | 25 september 2021 | Heerenveen |
| 5000 meter | 7.55,27 | 16 februari 2019  | Heerenveen |

## Resultaten
| Jaar | NK Afstanden                  | NK Allround             |
| ---- | ----------------------------- | ----------------------- |
| 2022 | 19e 1000m 22e 1500m 16e 3000m | NC11 (8e, 15e, 8e, -)   |
|      |                               |                         |
| 2025 | 17e 1000m                     | NC15 (13e, 18e, 15e, -) |